# 大隅国の式内社一覧
大隅国の式内社一覧（おおすみのくにのしきないしゃいちらん）は、『延喜式』第9巻・第10巻「神名帳上下」（延喜式神名帳）に記載のある神社、いわゆる「式内社」およびその論社のうち、大隅国に分類されている神社の一覧。
また『延喜式』神名帳の編纂当時に存在したが同帳に記載の無い神社、いわゆる「式外社」についても付記する。

## 式内社
『延喜式』神名帳では、大社1座1社・小社4座4社の計5座5社を記載。
1）「神名帳」列は、『延喜式 上巻』（大岡山書店、昭和4年、国立国会図書館デジタルコレクション）等における『延喜式』神名帳の記載を基に作成。社名表記は神社史料集成（5を参照）における字体（異体字がある場合には新字体・通用性の高い字体を使用）を基準とした。読みの「-」部分は、「神社」以外で仮名が振られていない部分。「○座」は座数を表し、一座の場合は記載していない。

2）格の「名神大」は名神大社を、「大」は式内大社（名神大社除く）を、「小」は式内小社を意味する。付記は社名とともに記されているもので、一部は「式内社#式内社の社格」を参照。

3）比定社が複数ある場合、最も有力なものを無冠で示し、他の論社には「（論）」を冠した。

4）本来の式内社とは認めがたいものの、式内社を合祀したなどその後継を主張するもの、その他参考の神社には「（参）」を冠した。

| 神名帳             | 神名帳          | 神名帳 | 神名帳 | 比定社         | 比定社                       | 比定社     | 集成 |
| 社名               | 読み            | 格     | 付記   | 社名           | 所在地                       | 備考       | 集成 |
| ------------------ | --------------- | ------ | ------ | -------------- | ---------------------------- | ---------- | ---- |
| 桑原郡 1座（大）   |                 |        |        |                |                              |            |      |
| 鹿児島神社         | カゴシマノ      | 大     |        | 鹿児島神宮     | 鹿児島県霧島市隼人町内       | 大隅国一宮 |      |
| 囎唹郡 3座（並小） |                 |        |        |                |                              |            |      |
| 大穴持神社         |                 | 小     |        | 大穴持神社     | 鹿児島県霧島市国分広瀬       |            |      |
| 宮浦神社           | ミヤウラノ      | 小     |        | 宮浦宮         | 鹿児島県霧島市福山町福山     |            |      |
| 韓国宇豆峯神社     | カラクニノ-     | 小     |        | 韓国宇豆峯神社 | 鹿児島県霧島市国分上井       |            |      |
| 馭謨郡 1座（小）   |                 |        |        |                |                              |            |      |
| 益救神社           | ヤクノ マスクヒ | 小     |        | 益救神社       | 鹿児島県熊毛郡屋久島町宮之浦 |            |      |
| 凡例を表示         |                 |        |        |                |                              |            |      |

## 式外社
『延喜式』神名帳の編纂当時に存在したが、同帳に記載の無い神社。